# 626

## Narození
- Tendži

## Události
- Konstantinopol obležena Peršany, Avary a Slovany

## Hlavy států
- Papež – Honorius I. (625–638)
- Sámova říše – Sámo (623–659)
- Byzantská říše – Herakleios (610–641)
- Franská říše – Chlothar II. (584–629)
  - Austrasie – Dagobert I. (623–634) + Pipin I. (majordomus) (623–629)
- Anglie
  - Wessex – Cynegils (611–643) + Cwichelm (626–636)
  - Essex – Sigeberht I. Malý (617–653)
- Bulharsko – Urgan (610/617–630)
- Perská říše – Husrav II. (590, 591–628)